# Payen (chancelier)
Pour les articles homonymes, voir Payen.
Payen, mort avant le 19 octobre 1129, fut le premier chancelier du royaume de Jérusalem à partir de 1115 environ, et qui fut également élu archevêque de Césarée avant septembre 1129.

## Biographie
Payen est né dans une famille normande du sud de l'Italie. Il a très probablement commencé sa carrière comme notaire laïc dans son pays natal. Lui et son parent, Bardo, sont venus à Jérusalem dans l'entourage d'Adélaïde de Montferrat en 1113,. Celle-ci avait administré le royaume de son fils encore mineur, Roger II de Sicile, de 1101 à 1111. Baudouin Ier de Jérusalem, qui avait toujours été en manque d'argent, a épousé la riche veuve en 1113, promettant de nommer son fils comme son successeur. Payen a été nommé premier chancelier du royaume en 1115 puis il a nommé à son tour Bardo comme notaire laïc à la chancellerie.
Payen était parmi les prélats et les barons qui ont adopté des lois contre l'adultère, la sodomie, la bigamie, le proxénétisme et interdisant les relations sexuelles entre chrétiens et sarrasins lors du concile de Naplouse du 15 janvier 1120. D'autres lois ont garanti à l'Église le droit de collecter la dîme et ont autorisé les ecclésiastiques à porter les armes pour leur propre défense. Il a accompagné Baudouin II de Jérusalem à Antioche en août 1122, ce qui a contraint ceux qui avaient besoin d'une charte royale à se rendre dans le nord de la Syrie pour le rencontrer. Il n'est revenu au royaume qu'en décembre 1122.
Il a joué un rôle plus actif dans la politique du royaume à partir des années 1120, laissant le travail administratif réel à Amelin, qui a été nommé vice-chancelier vers 1124. Avec Gormond de Picquigny, le patriarche latin de Jérusalem, et Guillaume Ier de Bures, Payen mena des négociations avec le doge de Venise, Domenico Michele, au sujet de la conquête de Tyr à Noël 1123, et aboutissant au traité Pactum Warmundi.
Payen fut nommé archevêque de Césarée avant septembre 1129. Son successeur comme archevêque, Gaudentius, fut mentionné pour la première fois dans une charte du 19 octobre 1129, indiquant que Payen était décédé. Son successeur comme chancelier fut Amelin.